# Nicole Eizner
Nicole Eizner, née le 10 février 1931 à Paris et morte le 18 janvier 2006 dans la même ville, est une sociologue française, spécialiste des questions rurales,. Elle est aussi militante dans plusieurs domaines, notamment la culture juive et l'anticolonialisme.

## Biographie
Issue d'une famille Juive, Nicole Eizner grandit à Paris, rue de Tournelles. Son père est un Hazzan, ministre officiant de la synagogue de la rue des Tournelles. Sa mère est mère au foyer, issue d'une famille aisée d’industrielle. Ses grands-parents, originaires de Russie et de Pologne, immigrent en France à la fin du 19e siècle.

### Enfance durant la seconde guerre mondiale
En 1939, alors que son père est mobilisé, elle s’exile avec sa mère ainsi que d'autres membres de sa famille à Baugé puis à La Palisse. Son père étant démobilisé en 1940, ils retournent à Paris.
À la suite du fichage des juifs français, sa famille est contrainte de rejoindre Cannes où son père est nommé par le Consistoire. Des membres de la communauté protestante leur prêtent un local pour le culte juif. C'est dans ce contexte que Nicole Eizner devient petite aile (jeune éclaireuse) à la Fédération française des éclaireuses dans une section unioniste.
En septembre 1943, alors qu'elle est au collège, ses parents sont arrêtés et amenés à Drancy avant d'être déportés à Auschwitz d'où ils ne reviendront pas. Nicole se retrouve ainsi orpheline.
Elle quitte alors Cannes pour Figeac où elle restera jusqu'à la Libération sous le nom de Nicole Esnault. A la libération, elle rejoint ses grands-parents à Paris où elle finit ses études secondaires. Elle étudie par la suite la sociologie et la psychologie tout en côtoyant les milieux intellectuels de Saint-Germain-des-Prés.

### Sociologie et recherche
Après avoir travaillé 10 ans dans le secteur privé, elle rejoint le CNRS où elle devient membre du Groupe de Sociologie Rurale, implanté à l'université de Nanterre, dirigé par Marcel Jollivet. Elle y analyse le monde rural sous le prisme des rapports sociaux, notamment de classe. Elle participe notamment à la rédaction d'une série d'ouvrages, nommée Collectivités rurales françaises, qui regroupe le travail de recherche collectif réalisé par le Groupe de Sociologie Rurale du CNRS dans les années 60.
Elle élargit par la suite ses recherches à l'environnement et à l'alimentation et coordonne notamment l'ouvrage Voyage en Alimentation publié en 1995.
Elle est nommée directrice de recherches au CNRS.
Elle est membre du Gerdal (Groupe d’expérimentation et de recherche Développement et Actions localisées) et préside l’Agence nationale de création rurale, une association rurale présentant des créations d'art moderne,.
Au croisement de l'anthropologie et de la sociologie, elle devient membre d'un groupe de recherche européen sur l'environnement dans les années 1980-90. Elle y travaille notamment la perception des représentations sociales de l'environnement entre trois pays : l’Italie, la France et l’Allemagne.
Elle termine sa carrière au LADYSS (Laboratoire dynamiques sociales et recompositions des espaces).
En 1992, elle est nommée Chevalier de la Légion d'honneur, en qualité de directrice de recherche au CNRS.

### Militantisme et engagement
Dès 1977, elle organise des Journées de la Culture Yiddish qui se tiennent au centre Pompidou. En 1982, avec Ben Zimet, Olivier Revault d'Allonnes, Richard Marienstras et Rachel Ertel, elle participe à la création du Premier Festival de la culture yiddish, au Centre Pompidou à Paris.
Elle publie plusieurs articles dans la revue Plurielles, revue "culturelle et politique pour un judaïsme humaniste et laïque",.
Elle milite avec Pierre Vidal-Naquet contre le colonialisme et la guerre d’Algérie. Elle est aussi membre du «comité des intellectuels pour une solution conflit israélo-palestinien» avec Richard Marienstras, Pierre Vidal-Naquet, Claude Lanzmann, Isio Rosenmann, Léon Poliakov, Olivier Revault d'Allonnes, Philippe Lazar.

## Publications

### Livres
- Nicole Eizner, Bertrand Hervieu, Anciens paysans, nouveaux ouvriers, Harmattan, 1979
- Marcel Jollivet, Nicole Eizner [dir.], L'Europe et ses campagnes, Paris, Presses de la Fondation nationale des sciences politiques, 1996, 399 p.
- Association des ruralistes français, Nicole Eizner, Voyage en alimentation, ARF, 1995 (ISBN 978-2905440068)
- Nicole Eizner, Les Paradoxes de l'agriculture française : essai d'analyse à partir des États généraux du développement agricole : avril 1982-février 1983, Harmattan, 1985
- Nicole Eizner (dir.), L'Imaginaire de la chasse : hier et demain, Atelier CRC France, 1988

### Articles
- Rita Cordonnier et Nicole Eizner, « Entretien avec Nicole Eizner », Journal des anthropologues,‎ 1990, p.61-68
- Nicole Eizner, « L'idéologie paysanne », L'univers politique des paysans dans la France contemporaine,‎ 1972, p. 317-334
- Nicole Eizner, « L’écologisme : Une mise au point nécessaire. À propos du “nouvel ordre écologique” de Luc Ferry. », Natures Sciences Sociétés,‎ 1993, p. 251-252
- Nicole Eizner, « Réflexions nomades sur la forêt et le développement durable », Revue Forestière Française,‎ 1996
- Nicole Eizner, « Le changement professionnel et social . Recherche sur les aspects sociologiques et psychologiques du passage de l ' agriculture à une autre activité de la campagne à la ville », Centre d'Études sociologiques,‎ 1967
- Nicole Eizner, « Nouveaux ouvriers, nouvelles formes de lutte. », Raison présente,‎ 1974, p. 27-34
- Nicole Eizner, « Les femmes en élevage et le beau », Société d'ethnozootechnie,‎ 1986
- Nicole Mathieu, Nicole Eizner, Pierre Lenormand, Jeanine Cohen, Marie-France Épagneul et Jacques Perret, « Quelles dynamiques de l'emploi en milieu rural : peut-on oser l'expression de « vitalité cachée » ? », Strates,‎ 1997[8]